# Репнин, Пётр Иванович
Пётр Иванович Репни́н (около 1718—1778) — князь, обер-шталмейстер, генерал-аншеф, камергер из рода Репниных.
Старший из внуков генерал-фельдмаршала князя Аникиты Ивановича: сын полковника Ивана Никитича Репнина и Марфы Ивановны, дочери князя Я. И. Лобанова от брака с дочерью княгини Е. П. Урусовой.

## Биография
Несовершеннолетний, ему разрешена продажа части наследственных имений, для оплаты долгов отца (5 июня 1730). В службу вступил в Сухопутный шляхетский кадетский корпус (17 февраля 1732), произведён в прапорщики (15 декабря 1732), выпущен в армию поручиком (24 января 1737). Переведён в ротмистры Кирасирского Брауншвейгского полка (1738). Переведён в конную гвардию (26 февраля 1741).
При дворе имел репутацию интригана и волокиты. Назначен в камер-юнкеры к великому князю Петру Федоровичу  (1 января 1748). Возведён в действительные камергеры (25 декабря 1755). В это время имел роман с Марией Симоновной Чоглоковой — двоюродной сестрой императрицы. Как вспоминала впоследствии Екатерина II,

Эта женщина, такая благонравная и так любившая своего мужа, воспылала страстью к князю Петру Репнину и получила очень заметное отвращение к своему мужу. Она думала, что не может быть счастлива без наперсницы, и я показалась ей самым надежным человеком; она показывала мне все письма, которые получала от своего возлюбленного; я хранила её секрет очень верно, с мелочной точностью и осторожностью. Она виделась с князем в очень большом секрете.
Назначен полномочным министром в Испании (4 июля 1760). Генерал-поручик (17 августа 1760). Отозван из Испании (23 января 1763). Обер-шталмейстер (с 1 января 1765). Вышел в отставку с чином генерал-аншефа (21 апреля 1773). Участник масонской ложи.
Его дом на углу Моховой и Никитской улиц был куплен для Московского университета. В течение (1755—1769)  являлся владельцем Липских казенных железных заводов, а также Боринских и Козьминских заводов, которые через пять лет его управления были признаны убыточными, взяты обратно в казну (1769) и выплачена компенсация в 100 тыс. руб. Владелец Великосельской писчебумажной фабрики в Ярославской губернии (1776), находившейся на реке Которосли близ современного города Гаврилов - яма.
Согласно духовному завещанию, найденному в бумагах статского советника Вердеревского (1780) П. И. Репнин оставлял в пользу своего кузена князя Лобанова-Ростовского собственный дом и до полутора тысяч крестьян. Екатерина II, признав завещание фальшивкой, передала дело в Юстиц-коллегию, которая разрешила спор в пользу другого двоюродного брата, князя Н. В. Репнина. Последний же отказался от наследства, оставив за собой лишь родовое имение.
Пётр Иванович Репнин был женат на графине Марии Ивановне Головкиной (1707—1779), дочери графа Ивана Гавриловича, погребённой в Пафнутьево-Боровском монастыре. Детей в браке не было.
Высказано предположение, что другим внебрачным сыном был художник Фёдор Рокотов.